# Право Босне у средњем веку
Босна у средњем веку била је део Србије. Држава, а самим тим и њено право, развијали су се под различитим утицајима. У праву средњовековне Босне срећемо прописе који су наслеђени још из словенског обичајног права, такође поред овог утицаја постоји јак печат српског права и српске културе. Касније са јачањем босанских династија, нарочито династије Котроманић, долази до развоја и осамостаљивања права и то је трајало све до пада под османску власт крајем XV века. Писани извори права нису били бројни, јер писменост није била велика, али се и на основу њих сазнаје доста о грађанском, кривичном, процесном и статусном праву.

## Историјски оквир Босне
Босна је до X века била део тадашње Србије. Босна се први пут помиње у списима Константина Порфирогенита (De administrando imperio) и у папским повељама, у оба списа се помиње као део Србије. Она је тада обухватала данашњи део Босне и Херцеговине. Сам назив Босна је непознатог порекла, поданици Босне су у повељама називани Срби и Бошњани а њихов језик био је српски. Кроз целу историју Босне Српско етничко име било је присутно.
Босна је дуго била под утицајем Византије и Угарске, али је на крају превагнуо утицај Угарске и власт угарских краљева на њеној територији. Касније у првој половини XIII века дошло је до стварања Цркве босанске, која је трајно обележила Босанску историју.
Од друге половине XIII века па све до пада под Османску власт, Босном је владала династија Котроманића, од којих су у XIV веку снажан печат своје владавине оставили Стјепан II у првој половини и Твртко I у другој половини тог века.
После Тврткове смрти дошло је до феудалне анархије, као и у Србију после смрти цара Душана, великаши су целокупну териоторију поделили међу собом од којих су најпознатији Хрвоје Вукчић, Павле Раденовић и Сандаљ Хранић. Синовац Сандаља Хранића постао је његов наследник Стјепан Вукчић Косача који је од Светог Саве узео титулу херцега средином XV века, по тој титули је хумска земља и добила име Хецегова земља. Херцегова земља је за време Стјепана и његових наследника била готово самостална држава док није пала под османску власт 1482, 19 година након пада Босне 1463. Херцегова земља је названа Херцеговина и под тим називом је наставила да постоји до дан данас.

## Извори права
Основни извор права у средњовековној Босни било је обичајно право. Нема сазнања о постојању правних правила у облику писаних закона, а такође ни манастирских повеља јер Црква Босанска није располагала манастирским имањима.
Најзначајнији извори права у средњевековној Босни су: 1. Повеље 2. Међународни уговори.

### Повеље
Босански владари су издавали повеље властели. Сачувано је око тридесетак повеља из периода између XIV и XV века. По своме садржају повеље којe су босански владари издавали властели биле су даровне и веровне.
Даровним повељама су владари даривали поседе и привилегије властели.
Веровним повељама су даривали тзв,,вјеру господску'' уз услов вршења верне службе. Под „вјером господском'' владари су потврђивали и гарантовали имовинска и лична права и привилегије властелина нпр. да неће бити затворен, узет за таоца, убијен, да му имање неће бити окрњено, дирано или одузето,,Вјера господска'' је трајала и после смрти властелина, преносила се на његове наследнике тј. децу и могла се одузети само ако властелин почини „невјеру''. Међутим о томе да ли је „невјера'' учињена или не, према одредбама повеља су одлучивали, до половине XIV века, властелини – сталешки другови окривљеног. Од друге половине XIV то је чинила Црква босанска односно њени великодостојници. У овој улози је лежао извор оне велике моћи Цркве босанске у босанској држави. Практично, Црква босанска је постала гарант сталешких права властеле, због чега је и имала њену подршку.
Као и у Србији тако и у Босни, повеље су имале три дела: 1) протокол (увод) 2) текст и 3) есхатокол (завршетак).
Најпознатије босанске повеље из тог времена биле су повеља Кулина бана из 1189. године, повеља Твртка I Котроманића Дубровнику из 1378. године и повеља Твртка I Котроманића Хрвоју Вукчићу Хрватнићу из 1380. године.

### Међународни уговори
Босански владари су међународне уговоре закључивали са страним државама и градовима. Уговори су закључивани ради остварења заједничких интереса. Закључено је око тридесетак таквих уговора (два са Венецијом, један са Напуљском краљевином и сви остали са Дубровником) од краја XII до половине XV века. Први познати међународни уговор у Босни био је уговор који је бан Кулин склопио са Дубровником 1189. године (тим уговором је Дубровчанима гарантовао потпуну слободу трговине и трговања без плаћања царине).
Питања која су била предмет тих уговора су: слобода кретања и трговања, правни положај дубровачких трговаца и њихова аутономност, забрана репресалија, јурисдукција итд. Неке од ових тема су временом добијале а друге губиле значај у међународним уговорима, у зависности од ситуације. Босански владари су гарантовали неповредивост дубровачких територија. Краљ Твртко 1378. године уговором са Дубровчанима спаја две уговорне традиције, преузимајући на себе права и обавезе својих претходника тј,,господе српске и господе босанске”.
Осим владара, од краја XIV и почетка XV века, у уговорне односе се уводе и обласни господари.
Уопштено гледано, уговори Србије и Босне са Дубровником су, свечаним обећањем пријатељства и мира, решавања сукоба пред судом а не силом, развијали принципе узајамног поштовања и мирног начина решавања проблема.

## Државна организација
Средњовековна Босна је била сталешка монархија у којој су централну власт обављали владар и државни сабор којим су заседали босански властелини. Локалну власт су обављали господари властелинстава.

### Владар
Владар је првенствено носио титулу кнеза, све до средине XII века када је угарски владар Борић постао први босански бан. То одликовање носили су сви владари до крунисања Твртка I за краља 1377. године. Од тада је титула краља припадала свим босанским владарима до пада ове државе под османску власт 1463. године.
Владара је на престо постављао станак (државни сабор), односно властела. Пошто је она бирала ко ће бити на власти, никад се није могло претпоставити ко ће бити наследник оног владара који се тренутно налази на врху државе. Станак је знатно ограничавао власт владара својим надлежностима. Владар није имао толико чврсту власт у држави јер није располагао неком друштвеном снагом која би могла да се супротстави надмоћи властеле или којом би властелине ставио под своју контролу јер су они увек наступали као целина не дозволивши да се развије јача владарска власт.
Поред тога, значајно ограниченој власти владара допринео је и специфичан феудални поредак који је великим делом задржао црте конзервативности. У средњовековној Босни није постојао пронијски систем феудалне везаности, као што нису постојали ни пронијари тј. феудалци са условним поседовањем баштине. Када је владар додељивао посед властелинима, никад га није давао као условни посед на који би имао право док феудалац испуљава услове (врши неку службу за владара). Земља се увек даровала као његова пуна својина која се могла наслеђивати. Владар није могао самостално да одузме посед од властеле, чак ни у случају невере, без одобрења станка. Тако је још више јачала моћ властеле у односу на владара, а томе је допринело и што им конкуренцију није правила ни црква јер се Црква босанска противила феудалном уређењу па самим тим није постојала црквена властела нити поседи.
Владар је имао право на убирање царина које је давао у закуп странцима, данак на земљу у износу од једног дуката по кући, право на ковање новца и приходе од рудника, светодимитарски доходак у износу од 2000 перпера који су плаћали Дубровчани у замену за трговачке повластице које су поседовали у Босни, стонски доходак у износу од 500 дуката годишње који су такође плаћали Дубровчани од кад им је бан Стјепан II Котроманић уступио Пељешац и Превлаку, могориш у износу од 60 дуката годишње који су Дубровчани плаћали у замену за коришћење поља и винограда у Хуму и Требињу, трговина коју су плаћаи бродари за коришћење босанских лука....
Владару је у вршњу послова на двору помагала дворска канцеларија.

### Државни сабор
Државни сабор најчешће се називао станак, али су у употреби била и имена збор, Босна, сва Босна, русаг или русаг босански. Термин станак се први пут појављује у повељи Твртка I Котроманића. Њега су сачињавали владар и властела који су одлучивали о најважнијим питањима.
Владар је сазивао и руковидио радом станка, али се дешавало услед унутрашњих немира или смене једног владара другим да станак сазивају представници крупне властеле. Чланови станка били су сви „кнезови“ односно представници властелинског сталежа, а главну реч и највећи утицај имале су велможе тј. најкрупнији властелини. На седницама станка нису могли да учествују владареви синови, а присуство женама је могло бити омогућено. Припадници католичке, православне и Цркве босанске (међутим, временом је црква Босанска стекла велики утицај на рад станка и државне послове) нису били чланови станка. Изузетно, станку су могли да присуствују представници страних држава, али само као нека врста посматрача или обавештајаца у случају да се неко питање тицало њихове државе.
Станак је био надлежан да одлучује о најважнијим државним питањима, како унутрашњим тако и спољним. Он је вршио избор и крунисање владара, додељивао је и одузимао баштину, односно баштина се властелину могла одузети само ако збор тако пресуди, одлучивао је о питањима спољне политике, као што су закључивање међународних уговора, о односима са суседним државама, о државној територији...

## Статусно право
У средњевековној Босни од сталежа се издвојило неколико слојева: 1) властела 2) зависно становништво (где су спадали власи, кметови и још слободних сељака) 3) робови и 4) грађани.

### Властела
Властела (или кнез) је представљала повлашћени слој у средњновековној Босни и истовремено је била локални облик власти. Водила је порекло од родовско-племенских старешина. Премда се кнезови de iure на друштвеној лествици налазе у подређеном положају у односу на владара, de facto њихова моћ је била изузетно велика и ограничавала је поглавара државе.
Властела се делила на велику властелу, властелу и властеличиће. Велики властелини називају се још и велможе (термин се уводи након проглашења краљевства у босанским повељама) и они су били најистакнутији представници најмоћнијих породица. Често су присвајали овлашћења која су формално припадала владарима – издавање повеља, самоиницијативно преузимање титула, убирање прихода који припадају владару.... Они су били најмоћнији и имали су највећи утицај на владара. Од Твртковог крунисања у Босни се усталио термин властеличићи. Властелина пронијара у Босније није било. У властелине су се убрајали и „баштићи” који на својој земљи нису имали зависне насељенике.
У XV веку, двојица војвода су се издвојила и понела титулу херцега. Први је био Хрвоје Вукчић Хрватинић на самом почетку XV века а други је био Стефан Вукчић Косача пола века касније.
Властела је имала одређена имунитетска права, односно економски, административни и судски имунитет. У средњовековној Босни је постојао систем вазалних лествица. То је значило да је владало хијерархијско феудално уређење унутар којег су велики властелини били директно везани за владара као сениора, док је нижа властела (властела и властеличићи) била зависна од крупне властеле која им је поклањала властелинства и на тај начин су постајали њихови вазали, обавезни на војну службу или неку другу службу на двору велможа. Није постојала директна везе између владара и ститне властеле.

### Зависно становништво
Врло мало података остало је о зависном становништву, највећим делом зависно становништво чинили су кметови (земљорадници) и власи (сточари), али изгледа да је било још слободних сељака.

###### Кметови
У Босни је постојао слој зависних земљорадника који су били познати и под именима кметови, кметићи и ређе људи, односно човјек.Кметови су били најбројније зависно становништво. Они су били везани за земљу и дуговали терете и данке свом феудалном господару. Свака кметовска кућа је дуговала један дукат годишње Поред тога, кметови су радили на изградњи, поправљању или чувању тврђава.
Кметовима је било забрањено напуштање и прелазак из једног властелинства на други самовољно, као и прелазак из Босне у Дубровник, јер су то повеље изриито забрањивале. Твртко I Котроманић је у повељи коју је 1353. године издао у корист кнеза Влатка Вукосавлића нагласио да у његовој држави нико не може примити „Влаткова човјека“, ни његов брат, па ни сам владар, без претходне Влаткове сагласности.
Положај кметова није био завидан, али се додатно погоршао пред пад средњовековне Босне под османску власт, јер се њихове обавезе све више увећавају. Услед честих провала пљачкашких одреда Османлија (спољних опасности) и сталних борби међу властелом (унутрашњи немири), кмет се никада није осећао сигурно и није му било гарантовано да ће му припасти остатак након измирења својих обавеза. Њихов положај је био сличан положају меропха у Србији.

###### Власи
Власи су после кметова, били најбројније зависно становништво. Власи су првобитно били сточари који су живели номадским стилом живота, односно селили се из једног места у друго. Међутим, они временом почињу да настањују катуне у којима проводе зиму. Катун представља заједницу једног или више родова Влаха који су повезани у једну организациону целину. На врху катуна налазио се катунар (катунски старешина) који је увек биран из редова угледних и утицајних личности, и обично се из једне породице прати наследна линија предводника катуна. На челу влашких група налазили су се кнезови (односно то су биле старешине више катуна). У XIV и XV веку, кнез је био представник државне власти и посредник између катуна и државе.
У ранофеудалном периоду Власи су били у обавези да део својих производа, најчешће стоке, дају владару, да врше војну службу (коморџијску) и да за понос дају владару товарне коње за пренос соли из далматинских градова у Босну.
Временом појам влах је изгубио своје етничко значење и тај термин је постао назив за категорију сточара. Власи су од номада постајали полуномади, који су зиму проводили у катунима, а летњим месецима се слободно кретали по планинама, да би на крају настала стална влашка села која су захваћена процесом феудализације доспела у посед властеле.

### Робови
О постојању робова у средњовековној Босни сведоче приморске архиве, пре свега дубровачке.
У средњем веку Босна је била велики извозник робља на Балканском полуострву. Купци су углавном били Дубровчани или становници италијанских приморских градова, а цена је зависила од физичке издржљивости и старости робова, па су највише циљани младићи и девојке. Постојали су и такозвани „ропци“ који су се бавили „хватањем“ и трговањем робова. Продавање робова правдало се њиховом припадношћу јеретичкој Цркви босанској.
Највећи део робова чинили су кметови који су на силу хватани и одвођени у ропство. То се највише дешавало пред османско освајање. Другу групу чинили су људи који су постајали робови из економских разлога јер нису могли да измире своје дугове или издрже уговоре на које су се обавезали. Осим тога било је случајева невољника који су се сами продавали у ропство.
Један број робова остајао је у приморској комуни, њихов правни положај био је одређен одредбама статута. Основно обележје њихвог положаја је било да су они били у својини свог господара, који их је могао продати, завештати, поклонити итд. Одређен број робова упућиван је на пијацу робова на Медитерану.
О томе какав је био положај у самој Босни нема података. Постојале су неке забране трговине робљем али се оне нису поштовале.

### Грађани
У средњовековној Босни грађански сталеж није играо значајну улогу у политичком животу и споро се развијао због великог броја странаца који су живели по свом персоналном праву, а малог броја домаћих људи. Ти странци, најпре Дубровчани, били су важан чинилац у унутрашњој и спољној политици.
Од средине XV века, развојем рударства, јача и домаће грађанство. Формирају се, уз све важније градове, подграђа односно насеља испод града. Њих насељава све мање странаца што имплицира да босански грађани добијају значајнију политичку улогу. Та подграђа добијају назив вароши.
Босански грађани били су трговци, занатлије и рудари, али већину становништва чинили су рудари дубровачког и саског порекла. Осим рударских центара (Сребрница, Олово), развијају се и градови као што су Зворник, Високо, Вишеград, Фоча..

## Грађанско право

### Стварно право
Појмови баштина, племенито, племенштина из повеља босанских владара истоветни су са термином баштина из средњовековне Србије. Назив указује на старо порекло ове установе, чије корене треба тражити у родовноско-племенској заједници.
За разлику од Србије својина на властелинским баштинама припадала је братствима или родовима. Сами називи „племенита баштина, „племенштина''  указивали су на колективну родовску својину. Сачувани документи говоре о постојању „племените баштине''. У историји постоји пример где је краљ Стефан Дабиша даривао село Коло као „племениту баштину” жупану Вукомиру и његовој браћи, такође извори на основу којих сазнајемо о својини у Босни јесу надгробни споменици – стећци.
Колективна својина рода имала је јак утицај на односе владара и властеле и на ред наслеђивања.
Владар је даривао баштину властелину и након тога више није имао право да му је одузме. Уколико властелин учини неверу и изневери свог владара, одлуком властеле тј. станка, ако је властелин крив казну је плаћао „својом главом или благом'',  док је посед остајао његовој породици. Вечност баштине се у повељама изражавала речима да је баштина дата за „век и векова''.
За разлику од Србије, што се тиче наслеђивања, наслеђивали су припадници целог рода, тако да се ретко дешавало да не постоји ниједан припадник рода који би наследио баштину и да таква баштина као одумртна припадне владару.
У средњевековној Босни се среће и право прече куповине сродника, сумеђника (они са којима се граничи неко имање) и сељана да прибаве неку непокретност пре других лица, али под истим условима. Ово право је успостављено пре свега како имућни великаши не би могли да купе сваки посед који пожеле.

### Облигационо право
У средњовековној Босни били су закључивани уговори о купопродаји, поклону, размени, залози, остави. Почетком XIV и XV века дошло је до повећавања броја уговора са развојем трговине и робноновчаних односа.
Постоји сачуван уговор између кнеза Николе из Трогира и краља Томаша из 1449. године. Обе стране су имале као обавезу да уложе 6000 дуката, којима је кнез Никола требало да тргује, уговорено је и то да се отворе три радње у којима би се снабдевао краљев двор. Компанија је добила монопол на трговину свим краљевим сребром из Босне. Добит и штета делили су се на пола. Сам уговор је настао као идеја да се ограничи моћ Дубровчана у трговини и подстакну домаће снаге.
Трговачко удруживање и пословање тј. сама идеја о томе тек је тада почела да продире на територији Босне, а о томе сведочи податак да је тек са доласком Османског царства донета реч ортак и ортаклук.

### Породично право
Доминантан облик породице била је велика патријахална породица (задруга). Главна обележја ове врсте породице су колективна својина и власт породичног старешине – оца породице. Обично је оца након смрти на челу задруге наслеђивао најстарији син, који се бавио најважнијим питањима и доносио одлуке саветујући се са браћом, о чему говоре и писане исправе где се поред главе породице као сведоци помињу и браћа. Нема наговештаја о постојању вишеженства.

### Брачно право
Брак се закључивао на основу обичајних правила, која су вероватно наслеђена из времена заједничког словенског живота. Обичајна правила су изгледа дозвољавала отмицу и куповину младе, из чега се изводи закључак да је закључење брака било ствар договора између породица.
О раскидању брачне заједнице највише података пружају фрањевачки списи, сам ред фрањеваца се залагао за нераскидивост брака и црквени брак. Раскиди брака су били чести, муж је могао да остави жену ако му није одговарала, а жена је могла да напусти мужа уз казну да јој се одузме имање. Жена која није имала имање, муж је могао вратити кући, да наставе свој пређашњи живот, или је могао да је уступи другом тј. да је прода.
За разлику од Православне цркве у Србији која је одмах напустила примену обичајних правила о браку, Црква босанска је толерисала примену тих правила.

### Наследно право
Постојала је разлика између наслеђивања властелинског сталежа и неповлашћеног сталежа.
Код неповлашћених сталежа, у великим патријахалним породицама које су утемељене на колективном власништву, након смрти оца породице имовину су наслеђивали мушки потомци. Женски наследници имали су право само да наследе покретну имовину, а уколико нема мушке деце да ли ће женска деца наследити непокретну имовину зависило је од тога да ли могу да поднесу терете и данаке који су падали на то кметовско имање. Због колективног власништва у патријахалним породицама није постојала могућност тестаменталног наслеђивања.
Код властеле ствари су биле другачије. Властелинска баштина је припадала властелинском роду. Течевина је била имовина, обично новац и драгоцености, коју је појединац сам стекао, на различите начине у току свог живота. На основу одређених извора се сазнаје да је течевина била депонована у Дубровнику. А власник је том имовином у случају смрти располагао тестаментом.
Из сачуваних извора познат је тестамент госта Рабина из 1466. (који је био истакнути старешина Цркве босанске, и који је стекао велико богатство за време службе) и тестамент херцега Стјепана који је такође сачињен 1466.

## Кривично право
У средњовековној Босни веома је мали број сачуваних извора о кривичном праву. Свака противправна радња називана је „кривина'' а свака која је била у складу са правом називала се „правина''.
Невера је била најтеже кривично дело које је могао да почини само властелин против владара и државе. Одлуку да ли је властелин починио неверу није доносио владар, што је био случај у средњовековној Србији, већ је то,када владар оптужи властелина, чинио станак, а од половине XIV века највиши достојанственици Цркве босанске који би доносили одлуку о кривици. Казна за неверу била је глоба, а тек алтернативно смртна казна. Она је зависила од односа снага између владара и велике властеле. У Босни је казна за неверу била неупоредиво лакша него конфискација целокупне имовине и смртне казне у Србији. Најмоћнији босански краљ Твртко је у својој повељи 1380. године запретио да ће издајник платити „својом главом или благом” на шта би га већ станак осудио.
Босанско право је разликовало убиство (крв мртва'') и телесне повреде (крв жива'').
За кривично дело убиства казна је била глоба, која се називала „вражда'' или „умир'', а најпре су кривац и оштећени покушавали да се нагоде путем откупа (умир крви''). Уколико та нагодба не би успела случај је ишао пред суд. Познат је случај једног Србина Радосава Ивановића из 1477. године када је он тужио убице свог брата од којих му је један од четворице платио накнаду тј. његов четврти део док остали нису. Он је осталу тројицу тужио суду, у своје име и у име братства, ради наплате.
Ако кривац и оштећени не би успели да се нагоде долазило је и до крвне освете, то је био обичај који је државна власт тежила да искорени. Временом је за убиство била прописана вражда од 500 перпера као казна, исто као и у средњовековној Србији. У уговорима са Дубровником налазиле су се одредбе којима су забрањиване крвне освете и тражење вражде у случају погибије у рату.
У изворима XIII и XIV века била је предвиђена казна за кривична дела крађе (татбе) и разбојништва (гусе) у износу од шест волова (уз накнаду штете). Натурални извор казне у воловима говори о томе колико је она стара.
Казном расапа краљ Твртко је казнио село Кола, због седам убиства (мртвих крви”) које је починило да би се осветило другом селу. Краљ је наредио да се сви сељани протерају и да им се одузме имање, касније је то село поклонио свом властелину.
У изворима се не помиње ни казна лишења слободе а ни телесна казна (батинање и сакаћење). Уопште, у средњовековној Босни доминантан значај су имале имовинске казне. Те казне су изрицане у натури, што говори о њиховој старини и о томе да су вероватно потекле из словенског обичајног права.

## Процесно право

### Судови

###### Владарев суд
О постојању овог суда у средњовековној Босни сведоче међународни уговори који су склопљени са Дубровником. Тако је у првом уговору који је бан Матија Нинослав закључио са Дубровником 1234. године да Србин (како су у повељама називали становнике Босне) подноси тужбу против Дубровчанина пред дубровачким кнезом, а Дубровчанин против Србина пред босанским баном. У свим каснијим уговорима који су босански владари закључивали са Дубровником, такође је било предвиђено суђење пред босанским баном и кнезом (односно пред надлежним судом) у Дубровник.
Крајем треће деценије XIV века, када је Босна освојила Хум, сукоби су се Дуброввчанима су се решавали на великом и малом станку. Пре тога сукоби нису били решавани на станку јер нису постојале заједничке границе. Од последње четвртине XIV века босанска држава је са свих страна окружила Дубровник и њени поданици постају једини учесници станка са Дубровчанима.

###### Властелински суд
Овај суд се такође називао и патримонијални суд. Властелин је судио људима који су били настањени на његовом имању на основу судског имунитета, претпоставља се да је седео на каменој столици за врме суђења. Бројне камене столице су пронађене на локалитетима који су припадали властелниским породицама.

###### Дубровачко судство
Међусобне спорове Дубровчана из трговачких и других послова на територији Босне пресуђивали су дубровачки конзули.

###### Суђење у градовима
Кнез,кога је именовао владар, као представника централне управне и судске власти, судио је Сасима и другим становницима босанских градова. У неким градовима постојало је и градско веће, које је било састављено од 12 „пургара” (грађана), које је осим управне, вршило и судску власт.

###### Суђење властели
У средњовековној Босни властели је судио суд властеле, уз учешће црквених великодостојника од друге половине XIV века. Кривицу властелина је утврђивало 12 властелина, који су били заклети сведоци приликом давања веровне повеље. Веровном повељом се владар обавезивао да против властелина неће учинити ништа док његову кривицу не утврде поменути властелини.

###### Влашко судство
Извори из XV века говоре о постојању влашког суда. Из њих се види да је то био један формализован судски поступак, у којем су учествовали збор, старешине катуна, јемци, сведоци итд. Поступак је већином зависио од статуса лица којем се судило.

### Судски поступак
О судском поступку има веома мало података, термини „прети се'' и „имати сваду'' означавали су вођење судског процеса или парничење. Није постојала разлика између кривичног и грађанског поступка.
Тужба је подношена суду надлежном за тужену страну, што се може видети из уговора који су босански владари закључивали са Дубровчанима у првој половини XIII века.
Осим поменутих сведока у изворима се као доказна средства у судском поступку помињу заклетва и исправе.
У Босни, као и у Србији, је поред појединачне заклетве постојала и колективна заклетва већег броја лица који су се називали клеветници, саклеветници. Помиње се поред ових заклетва и заклетва „самошесто” код које би, поред окривљеног, пет саклеветника заклетвом потврђивало исказ окривљеног.
Коришћене су и исправе. Тако су апсолутну доказну снагу имале трговачке књиге Дубровчана у споровима поводом наплате дугова од босанског поданика, уколико су биле потврђене од дубровачких власти.
Поред свих ових доказних средстава, може се претпоставити да су као доказна средства коришћена и лице, тј. хватање учиниоца на делу и признање окривљеног.